# HD170000
HD170000 — подвійна зоря. 
Ця подвійна система має видиму зоряну величину в смузі V приблизно 4,4.
Вона розташована на відстані близько 289,1 світлових років від Сонця.

## Подвійна зоря
Головна зоря цієї системи належить до хімічно пекулярних зір й має спектральний клас A0.
В той же час спектральний клас іншої компоненти залишається  ще не визначеним.

## Фізичні характеристики
Зоря HD170000 обертається 
досить швидко 
навколо своєї осі. Проєкція її екваторіальної швидкості на промінь зору становить  Vsin(i)= 75км/сек.
Телескоп Гіппаркос зареєстрував фотометричну змінність  даної зорі з періодом    1,72 доби в межах від  Hmin= 4,21 до  Hmax= 4,18.

## Магнітне поле
Спектр даної зорі вказує на наявність магнітного поля у її зоряній атмосфері.
Напруженість повздовжної компоненти поля оціненої з аналізу
наявних ліній металів
становить  426,0± 542,7 Гаус.